# Pontrhydyfen

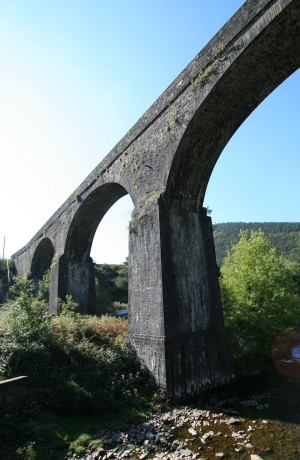
L'aqueduc de Pontrhydyfen.

Pontrhydyfen (ou Pont-rhyd-y-fen) est un petit village gallois du county borough de Neath Port Talbot, situé près des villes de Port Talbot et Neath. 

## Histoire
Pontrhydyfen est une petite cité minière. Elle se distingue par la présence de deux grands ponts qui enjambent la vallée : un viaduc de chemin de fer construit au XIXe siècle et l'ancien aqueduc.

## Personnalités liées à la ville
- La famille Jenkins, dont le plus célèbre de ses membres, Richard Burton (1925-1984) et ses frères, Ifor et Graham ;
- Ivor Emmanuel, star de comédies musicales ;
- Rebecca Evans, chanteuse d'opéra.